# Iglesia de San Benedetto
La iglesia de San Benedetto es una templo católico de la ciudad de Catania, en la isla de Sicilia, al sur de Italia, dedicado a San Benito de Nursia. Se levantó entre 1704 y 1713, después  del terremoto de Sicilia de 1693. La iglesia forma parte de un complejo conventual anterior, de monjas benedictinas, con una abadía mayor y una abadía menor, que se encuentran conectadas por una construcción o puente cubierto que atraviesa la calle.
Su característica más destacada es la llamada escalera del Ángel (en italiano: Scalinata dell'Angelo), con una entrada de mármol decorado con estatuas de ángeles y rodeada de rejas de hierro forjado. La puerta de entrada, en madera, dispone de paneles con historias sobre San Benito.
El interior, de una sola nave, alberga frescos de Sebastiano Lo Monaco, Giovanni Tuccari y Matteo desiderata. La bóveda tiene frescos con escenas de la vida de San Benito. El altar mayor es de mármol con elementos tallados en piedra y paneles de bronce.